# C. Allin Cornell
C. (Carl) Allin Cornell (* 19. September 1938 in Mobridge, South Dakota; † 14. Dezember 2007) war ein US-amerikanischer Bauingenieur.

## Karriere
Cornell studierte Architektur (Bachelor-Abschluss 1960) und Bauingenieurwesen an der Stanford University mit dem Master-Abschluss 1961 und der Promotion 1964. Danach war er 1966 bis 1983 Professor am Massachusetts Institute of Technology und ab 1983 Professor an der Stanford University. Zeitweise stand er der Abteilung Bau- und Umweltingenieurwesen vor.
Mit einem Aufsatz von 1968 war Cornell ein Pionier der probabilistischen Sicherheitsanalyse von Bauten für Erdbebenrisiken. Er schrieb auch ein Lehrbuch über die Anwendung der Wahrscheinlichkeitstheorie im Bauingenieurwesen, ein davor eher vernachlässigtes Gebiet. Er beriet den US Geological Survey bei seinen Karten zur Erdbebengefährdung. Außerdem war er ein Experte für die Gefährdung von Offshore-Ölplattformen für Erdbeben, Wellen und Wind.

## Auszeichnungen
1983 und 2003 erhielt er die Norman Medal, 1988 die Alfred M. Freudenthal Medal, 1977 den Moisseiff Award, 2001 die Harry Fielding Reid Medal der Seismological Society of America und 2003 die George W. Housner Medal des Earthquake Engineering Research Institute. Ab 2011 vergibt die International Civil Engineering Risk and Reliability Association (CERRA) einen nach Cornell benannten Preis. Er war Fellow der American Geophysical Union und der National Academy of Engineering.

## Privatleben
Er war mit der Professorin für Management in Stanford Elisabeth Paté-Cornell verheiratet, mit der er zwei Kinder hatte. Aus einer früheren Ehe hatte er drei Kinder, darunter der Physik-Nobelpreisträger Eric Allin Cornell.

## Schriften (Auswahl)
- Engineering Seismic Risk Analysis, Bulletin of the Seismological Society of America, Band 58, 1968, S. 1583–1606
- mit Jack R. Benjamin: Probability, Statistics, and Decision for Civil Engineers, McGraw Hill 1970, Dover 2014